# Asphalte Hurlante
Albums de La Caution
Peines de Maures / Arc-en-ciel Pour Daltoniens
(2005)
Asphalte Hurlante est un album du groupe de rap français La Caution sorti en 2001,.

## Liste des titres

### Disque 1
| No  | Titre                                                          | Durée |
| --- | -------------------------------------------------------------- | ----- |
| 1.  | Main Courante                                                  | 1:16  |
| 2.  | 20000 Lieues Sous La Merde                                     | 4:07  |
| 3.  | J'Plante Le Décor - Feat. 16s64 & Saphir                       | 4:44  |
| 4.  | Metropolis                                                     | 4:34  |
| 5.  | Souvent                                                        | 4:27  |
| 6.  | Aquaplaning (Remix)                                            | 3:27  |
| 7.  | Culminant                                                      | 4:45  |
| 8.  | Toujours Electriques                                           | 3:38  |
| 9.  | Asphalte Hurlante                                              | 5:42  |
| 10. | Changer D'Air - Feat. Tairo                                    | 3:38  |
| 11. | Almanach                                                       | 4:51  |
| 12. | De Soixante-Dix A Septante - Feat. Starflam                    | 5:20  |
| 13. | Entre L'Index & L'Annulaire - Feat. Les Cautionneurs & Profecy | 3:58  |
| 14. | Casquettes Grises                                              | 4:01  |
| 15. | Rétrospectives                                                 | 3:35  |
| 16. | Comment On T'Voit                                              | 5:28  |
| 17. | Outro                                                          | 2:09  |
| 18. | Aquaplaning (Version Lp)                                       | 3:22  |

### Disque 2
| No  | Titre                                      | Durée |
| --- | ------------------------------------------ | ----- |
| 1.  | Intro (Instrumental)                       |       |
| 2.  | 20000 Lieues Sous La Merde (Instrumental)  |       |
| 3.  | J'Plante Le Décor (Instrumental)           |       |
| 4.  | Souvent (Instrumental)                     |       |
| 5.  | Aquaplaning (Remix) (Instrumental)         |       |
| 6.  | Culminant (Instrumental)                   |       |
| 7.  | Toujours Electriques (Instrumental)        |       |
| 8.  | Asphalte Hurlante (Instrumental)           |       |
| 9.  | Changer D'Air (Instrumental)               |       |
| 10. | Almanach (Instrumental)                    |       |
| 11. | Entre L'Index & L'Annulaire (Instrumental) |       |
| 12. | Casquettes Grises (Instrumental)           |       |
| 13. | Rétrospectives (Instrumental)              |       |
| 14. | Comment On T'Voit (Instrumental)           |       |
| 15. | Outro (Instrumental)                       |       |
| 16. | Aquaplannig (Instrumental)                 |       |